# Cửu Huyền Thất Tổ
Cửu Huyền Thất Tổ (chữ Hán: 九玄七祖) là cụm từ thường xuất hiện trong tín ngưỡng thờ cúng tổ tiên của người Việt Nam, với ý nghĩa bao gồm các vị ông bà tổ tiên đã mất. Khi khấn vái trước bàn thờ gia tiên, người chủ lễ sẽ khấn "Cửu Huyền Thất Tổ", hàm ý gửi lời khấn nguyện đến tất cả các vị. Trên ban thờ gia tiên của nhiều gia đình người Việt thường có một bài vị (thần chủ) chính giữa, đề bốn chữ "Cửu Huyền Thất Tổ" bằng chữ Hán hoặc chữ Quốc ngữ.
Tuy hai cụm từ "Cửu Huyền" và "Thất Tổ" đều xuất hiện trong cổ văn Trung Quốc, nhưng toàn bộ cụm từ lại không được sử dụng trong văn hóa Trung Quốc hiện đại. Có thể khái niệm "Cửu Huyền Thất Tổ" trở nên phổ biến hơn sau khi du nhập vào Việt Nam, góp phần vào sự đại đồng tiểu dị hóa.
"Thần đẳng Cửu Huyền Thất Tổ thụ phúc chư thiên di tộ lưu tường truyền hưu vô cực".
Tạm dịch:

"Cửu Huyền Thất Tổ của chúng thần, thụ phúc từ Chư Thiên, lưu giữ và truyền tiếp không ngưng nghỉ sự thụ phúc ấy đến vô cực cháu con".
Điều đó cho thấy vào khoảng thời gian này đã có sự xuất hiện của cụm từ "Cửu Huyền Thất Tổ" trong Đạo giáo.

### Trong tác phẩm "Sự Lý Dung Thông"
Cụm từ này xuất hiện trong hai câu thơ thuộc bài thơ song thất lục bát "Sự Lý Dung Thông" của Thiền sư Hương Hải (1628 - 1715). Bài thơ được in chung trong "Toàn Tập Minh Châu Hương Hải" do Tiến sĩ Lê Mạnh Thát biên khảo và biên dịch.
"Thích độ nhân miễn tam đồ khổ/Thoát cửu huyền thất tổ siêu phương"

Cặp câu thơ này có hai cách dịch nghĩa, tùy theo định nghĩa của cụm từ "Cửu Huyền".
1. "Phật Thích Ca hóa độ cho con người thoát khỏi ba đường khổ/ Cứu thoát "cửu huyền" và "thất tổ", để được siêu sinh."
2. "Phật Thích Ca hóa độ cho con người thoát khỏi ba đường khổ/ Thoát khỏi "cửu huyền", "thất tổ" được siêu sinh."
- "Tam đồ khổ" trong giáo lý nhà Phật là ba đường khổ: địa ngục, ngạ quỷ, súc sinh

### Các nguồn khác
Không thấy sự xuất hiện của cụm từ "Cửu Huyền Thất Tổ" trong Hán Việt từ điển của Đào Duy Anh, Từ Nguyên (辭源), Từ Hải (辭海) và Khang Hy tự điển (康熙字典).
Kinh giảng của Giáo chủ Phật giáo Hòa Hảo có đề cập đến nhưng không có định nghĩa giải thích. Định nghĩa rõ ràng nhất về "Cửu Huyền Thất Tổ" xuất hiện trong "Cao Đài từ điển" do Nguyễn Văn Hồng biên soạn. Ông đưa ra một số cách giải thích dựa theo Nho giáo và quy chế riêng của Cao Đài.

### Sự xuất hiện của cụm từ "Cửu Huyền"
Sự xuất hiện của riêng cụm từ "Cửu Huyền" có thể là một căn cứ để giải thích ý nghĩa của toàn bộ "Cửu Huyền Thất Tổ". Tuy vậy đây chưa hẳn là ý kiến được đồng thuận.
Thời Lưỡng Tấn - Nam Bắc triều (265-589), Đạo giáo bắt đầu phát triển trong xã hội Trung Quốc. Đạo sĩ Trương Quân Phòng ghi trong quyển 44, sách Vân Cấp Thất Thiêm, như sau, "Cửu Thiên Chân Nữ ngự phi phượng, bạch loan, du ư cửu huyền chi thượng." (九天真女， 御飛鳳白鸞， 游於九玄之上)
Cát Hồng (283-363) kết hợp Phật giáo và Đạo giáo để tạo ra đạo Kim Đan. Mục đích của đạo này vừa là để dưỡng sinh, vừa để tu tiên. Đạo này chỉ xuất hiện chủ yếu ở phía bắc của Trung Quốc. Trong nhiều kinh sách viết bởi Cát Hồng bắt đầu thấy có sự xuất hiện của cụm từ "Cửu Huyền", chẳng hạn như:
Sách Thích Kiêu [刺驕]: "Thân ký ba lưu nhân gian, thần tê cửu huyền chi biểu." (身寄波流人間，神躋九玄之表。)

Sách Nhậm Mệnh [任命]: "Bất năng lăng phù dao dĩ cao tủng, dương thanh diệu ô cửu huyền." (不能凌扶搖以高竦， 揚清耀於九玄。)
Quyển Âm nhạc chí tam trong bộ sách Cựu Đường thư cũng có sự xuất hiện của từ này: "Cửu huyền trứ tượng, thất diệu chân minh." (九玄著象， 七曜甄明。)
Hán ngữ Đại Từ điển ấn hành vào tháng 9 năm 1986, do La Trúc Phong chủ biên, định nghĩa rằng "Cửu Huyền" đơn thuần là một thuật ngữ của đạo Kim Đan, mang nghĩa là "chốn tiên".

## Nghĩa của từng từ
- Cửu (九)
  - số 9
  - tối cao, tột cùng, rất nhiều, muôn vàn (ví dụ: "cửu trùng" (九重), "cửu tuyền" (九泉), "cửu thiên" (九天))
- Huyền (玄)
  - màu đen
  - ảo diệu, sâu xa, huyền hoặc
- Thất (七)
  - số 7
- Tổ (祖)
  - ông bà, người đời trước, người sáng lập

## Ý nghĩa của "Thất Tổ" [七祖]

### Thất Tổ Miếu trong Nho giáo
Chương Vương Chế [王制] trong Kinh Lễ có đề cập đến Thất Tổ Miếu như sau:

| 天子七廟, 三昭三穆, 與太祖之廟而七。 諸侯五廟, 二昭二穆, 與太祖之廟而五。 大夫三廟, 一昭一穆, 與太祖之廟而三。 士一廟, 庶人祭於寢。 |  | Thiên tử thất miếu, tam chiêu tam mục dữ thái tổ chi miếu nhi thất. Chư hầu ngũ miếu, nhị chiêu nhị mục dữ thái tổ chi miếu nhi ngũ. Đại phu tam miếu, nhất chiêu nhất mục dữ thái tổ chi miếu nhi tam. Sĩ nhất miếu, thứ nhân tế ư tẩm. |
Dịch nghĩa:
Hoàng đế lập bảy miếu, ba miếu hàng chiêu, ba miếu hàng mục, và miếu Thái Tổ, tổng cộng là bảy.
Chư hầu lập năm miếu, hai miếu hàng chiêu, hai miếu hàng mục, và miếu Thái Tổ, tổng cộng là năm.
Đại phu lập ba miếu, một miếu hàng chiêu, một miếu hàng mục, và miếu Thái Tổ, tổng cộng là ba.
Sĩ lập một miếu, thứ dân cúng tế tại mộ.

Hệ thống chiêu mục [昭穆] là cách sắp xếp chính trong miếu thờ tổ tiên. Hệ thống này bắt nguồn từ đầu thời Tây Chu (thế kỷ 11 - 770 TCN) và trở nên phổ biến nhất vào thế kỷ 8. Tùy theo thời đại mà một vị tổ tiên được thờ trong một miếu thờ riêng hoặc chỉ một bài vị.
Trong hệ thống này, nơi thờ Thủy Tổ đặt ở chính giữa, bên trái là hàng chiêu, bên phải là hàng mục. Các đời tổ tiên lần lượt được xếp vào mỗi hàng. Nếu đời cha thờ ở hàng chiêu, thì đời con sẽ thờ ở hàng mục, đến đời cháu lại thờ ở hàng chiêu. Nhan Sư Cổ nhận xét trong sách Hán Thư [漢書] như sau, "Phụ chiêu tử mục, tôn phục vi chiêu" (父昭子穆，孫復為昭), có nghĩa là "Cha ở hàng chiêu, con ở hàng mục, cháu lại quay về hàng chiêu." Ông cũng giải thích rằng chiêu [昭] nghĩa là "sáng rỡ", mục [穆] nghĩa là "tráng lệ, ôn hòa". Sau giai đoạn tang chế ba năm thì mới tiến hành dời bài vị cũ, xếp đặt bài vị mới vào đúng hàng. Riêng có bài vị của Thái Tổ là không bao giờ được dời đi.

Cao Đài từ điển cũng nhắc đến cách xếp đặt theo Thất Tổ Miếu, tuy nhiên có sự khác biệt về tên gọi.
| Stt | Cách gọi            | Hán Việt              | Hán Tự     | Đời Tổ  |
| --- | ------------------- | --------------------- | ---------- | ------- |
| 7   | Vị sáng lập dòng họ | Thỉ/Thủy Tổ (Khảo/Tỷ) | 始祖（考） | thất tổ |
| 6   | Ông nội của ông sơ  | Viễn Tổ (Khảo)        | 遠祖（考） | lục tổ  |
| 5   | Cha của ông sơ      | Tiên Tổ (Khảo)        | 先祖（考） | ngũ tổ  |
| 4   | Ông sơ/kị           | Cao Tổ (Khảo)         | 高祖（考） | tứ tổ   |
| 3   | Ông cố/cụ           | Tằng Tổ (Khảo)        | 曾祖（考） | tam tổ  |
| 2   | Ông nội             | Nội Tổ (Khảo)         | 內祖（考） | nhị tổ  |
| 1   | Cha                 | Phụ Thân              | 父亲       | nhất tổ |

### Cách hiểu khác về "Thất Tổ"
Có nguồn đề xuất Thất Tổ bao gồm từ ông nội đến ông sơ của ông sơ. Hiện chưa tìm được tư liệu xác tín liên quan đến cách hiểu này.
| Stt | Cách gọi                | Hán Việt     | Hán Tự | Đời Tổ  |
| --- | ----------------------- | ------------ | ------ | ------- |
| 7   | Ông (bà) sơ của ông sơ  | Cao Tổ Tổ    | 高祖祖 | thất tổ |
| 6   | Ông (bà) cố của ông sơ  | Cao Cao Tổ   | 高高祖 | lục tổ  |
| 5   | Ông (bà) nội của ông sơ | Tằng Tằng Tổ | 曾曾祖 | ngũ tổ  |
| 4   | Cha (mẹ) của ông sơ     | Tổ Tổ Tổ     | 祖祖祖 | tứ tổ   |
| 3   | Ông (bà) sơ/kị          | Cao Tổ       | 高祖   | tam tổ  |
| 2   | Ông (bà) cố/cụ          | Tằng Tổ      | 曾祖   | nhị tổ  |
| 1   | Ông (bà) nội            | Tổ           | 祖     | nhất tổ |

## Ý nghĩa của "Cửu Huyền" (九玄)

### Theo ông Trần Minh Tạo:
Trong bài viết Ngày Tết, vái lạy "Cửu Huyền Thất Tổ" là vái lạy ai?, ông Trần Minh Tạo đã đề xuất "Cửu Huyền" là để chỉ tất cả các vị tổ tiên đã khuất; cụ thể như sau:
- Cửu (九)
  - rất nhiều, muôn vàn, tột cùng, tối cao
- Huyền (玄)
  - ảo diệu, sâu xa, huyền hoặc

Do đó, "Cửu Huyền" có nghĩa là về rất xa, vô lượng, cõi vô cùng. Trong trường hợp đó, "Cửu Huyền" trở thành bổ ngữ cho "Thất Tổ", ý nói vô lượng tổ tiên đang trong cõi "Cửu Huyền".
"Tóm lại, Cửu Huyền Thất Tổ, vào thuở ban sơ, là một tổ hợp từ do Đạo giáo chế tác bằng cách vay mượn từ ngữ "Thất Tổ" của Đạo Nho kết hợp vào từ ngữ "Cửu Huyền" vốn từng có trước đó trong Đạo của mình. Khi đã trở thành thuật ngữ mới, đương nhiên là nó phải mang nội dung nghĩa đầu tiên theo quan điểm của Đạo giáo. Sau đó, trong hoàn cảnh tam giáo hợp nhất xảy ra, Đạo Phật đã mượn lại tổ hợp từ này từ Đạo giáo. Riêng bản thân Nho giáo thì có vẻ đã chưa từng mượn tổ hợp từ này trong sinh hoạt tế tự nội bộ của mình nhưng lại mượn một điều đặc biệt hơn, quan trọng hơn. Đó là thế giới tâm linh trong tư tưởng của nhà Phật và thế giới siêu thoát thế gian trong tư tưởng của Đạo giáo. Hay nói cách khác, khi Tam Giáo Hợp Nhất, Đạo Nho bấy giờ cũng như cái vỏ ốc tư duy hóa thạch đang hồi thô ráp rỗng ruột được đổ đầy vào đó tinh thần từ bi bác ái của nhà Phật cùng tinh thần phóng khoáng tự do khinh bạc tung hoành xuất thế của Đạo giáo."
Quay lại với câu thơ "Thoát Cửu Huyền Thất Tổ Siêu Phương" của Thiền sư Thương Hải, nếu căn cứ theo cách giải nghĩa của ông Trần Minh Tạo, câu thơ có nghĩa là "Thất Tổ" thoát ra khỏi cõi "Cửu Huyền" để siêu sinh đến miền cực lạc.

### Theo từ điển Nhĩ Nhã
Bộ từ điển Nhĩ Nhã (爾雅) của Trung Quốc thời kỳ cổ đại, một trong những tác phẩm kinh điển của Nho giáo được xếp vào danh sách thập tam kinh, có đề cập đến tổ tông thập bát đại (祖宗十八代), bao gồm chín đời cha ông trên mình và chín đời con cháu dưới mình.
| Stt | Cách gọi                  | Hán Việt | Hán Tự |
| --- | ------------------------- | -------- | ------ |
| 1   | Cha của ông sơ của ông sơ | Tỵ Tổ    | 鼻祖   |
| 2   | Ông sơ của ông sơ         | Viễn Tổ  | 遠祖   |
| 3   | Ông cố của ông sơ         | Thái Tổ  | 太祖   |
| 4   | Ông nội của ông sơ        | Liệt Tổ  | 烈祖   |
| 5   | Cha của ông sơ            | Thiên Tổ | 天祖   |
| 6   | Ông sơ/kị                 | Cao Tổ   | 高祖   |
| 7   | Ông cố/cụ                 | Tằng Tổ  | 曾祖   |
| 8   | Ông nội                   | Tổ       | 祖     |
| 9   | Cha                       | Phụ      | 父     |

| 上按次序稱謂 生己者為父母, 父之父為祖, 祖父之父為曾祖, 曾祖之父為高祖, 高祖之父為天祖, 天祖之父為烈祖, 烈祖之父為太祖, 太祖之父為遠祖, 遠祖之父為鼻祖。 即：父、祖、曾、高、天、烈、太、遠、鼻 |  | Thượng án thứ tự xưng vị Sinh kỷ giả vi Phụ mẫu, Phụ chi phụ vi Tổ, Tổ Phụ chi phụ vi Tằng Tổ, Tằng Tổ chi phụ vi Cao Tổ, Cao Tổ chi phụ vi Thiên Tổ, Thiên Tổ chi phụ vi Liệt Tổ, Liệt Tổ chi phụ vi Thái Tổ, Thái Tổ chi phụ vi Viễn Tổ, Viễn Tổ chi phụ vi Tỵ Tổ, Tức: Phụ, Tổ, Tằng, Cao, Thiên, Liệt, Thái, Viễn, Tỵ |
| Stt | Cách gọi              | Hán Việt  | Hán Tự |
| --- | --------------------- | --------- | ------ |
| 1   | Con                   | Tử        | 子     |
| 2   | Cháu nội              | Tôn       | 孫     |
| 3   | Chắt                  | Tằng Tôn  | 曾孫   |
| 4   | Chút                  | Huyền Tôn | 玄孫   |
| 5   | Con của chút          | Lai Tôn   | 來孫   |
| 6   | Cháu của chút         | Côn Tôn   | 晜孫   |
| 7   | Chắt của chút         | Nhưng Tôn | 仍孫   |
| 8   | Chút của chút         | Vân Tôn   | 雲孫   |
| 9   | Con của chút của chút | Nhĩ Tôn   | 耳孫   |

| 下按次序稱謂 父之子為子, 子之子為孫, 孫之子為曾孫, 曾孫之子為玄孫, 玄孫之子為來孫, 來孫之子為晜孫, 晜孫之子為仍孫, 仍孫之子為雲孫, 雲孫之子為耳孫。, 即：子、孫、曾、玄、來、晜、仍、雲、耳 |  | Hạ án thứ tự xưng vị Phụ chi tử vi Tử, Tử chi tử vi Tôn, Tôn chi tử vi Tằng Tôn, Tằng Tôn chi tử vi Huyền Tôn, Huyền Tôn chi tử vi Lai Tôn, Lai Tôn chi tử vi Côn Tôn, Côn Tôn chi tử vi Nhưng Tôn, Nhưng Tôn chi tử vi Vân Tôn, Vân Tôn chi tử vi Nhĩ Tôn. Tức: Tử, Tôn, Tằng, Huyền, Lai, Côn, Nhưng, Vân, Nhĩ |

### "Cửu Huyền" bao gồm vị Thủy Tổ
Một ý kiến khác có phần tương tự với ý kiến của ông Trần Minh Tạo, cho rằng "Cửu Huyền" bao gồm từ đời Thủy Tổ (người sáng lập nên dòng họ), các đời ở giữa (tính là 1 đời), và Thất Tổ (từ đời ông sơ của ông sơ đến đời ông nội); tổng cộng lại là 9 đời.
| Stt | Cách gọi                | Hán Việt     | Hán Tự |
| --- | ----------------------- | ------------ | ------ |
| 1   | Vị sáng lập nên dòng họ | Thủy Tổ      | 始祖   |
| 2   | Các đời ở giữa          | Cao Tằng Tổ  | 高曾祖 |
| 3   | Ông sơ của ông sơ       | Cao Tổ Tổ    | 高祖祖 |
| 4   | Ông cố của ông sơ       | Cao Cao Tổ   | 高高祖 |
| 5   | Ông nội của ông sơ      | Tằng Tằng Tổ | 曾曾祖 |
| 6   | Cha của ông sơ          | Tổ Tổ Tổ     | 祖祖祖 |
| 7   | Ông sơ/kị               | Cao Tổ       | 高祖   |
| 8   | Ông cố/cụ               | Tằng Tổ      | 曾祖   |
| 9   | Ông nội                 | Tổ           | 祖     |

### Theo "Cửu Tộc" trong Tam Tự Kinh
Nhiều nguồn tư liệu dựa theo định nghĩa "Cửu Tộc" trong Tam Tự Kinh để lí giải về "Cửu Huyền". Bản thân Tam Tự Kinh là một công trình thuộc Nho giáo, nên có thể xem "Cửu Tộc" là một khái niệm của Nho giáo. Đoạn liệt kê các đời trong "Cửu Tộc", bao gồm từ ông sơ của mình đến cháu sơ của mình, như sau:. 
Hán Việt:
Cao tằng tổ, phụ nhi thân, (高曾祖，父而身)
Thân nhi tử, tử nhi tôn, (身而子，子而孫)
Tự tử tôn, chí nguyên tằng; (自子孫，至元曾;)
Nãi cửu tộc, nhân chi luân. (乃九族，人之倫)
Dịch nghĩa:
Ông Sơ, Cố, Nội, Cha tới mình
Mình tới con, con tới cháu
Từ con, cháu đến chắt, chít

Là chín dòng tộc lập nên thứ bậc của người ta 
Nếu theo cách luận giải này, thì "Cửu Huyền" bao gồm chín đời, lấy đời bản thân làm trung điểm, lấy thêm trên mình bốn đời và dưới mình bốn đời, là sẽ thành Cửu Tộc (và do đó cũng là Cửu Huyền). Tuy nhiên, trong các pho từ điển chưa bao giờ thấy định nghĩa "Huyền" có nghĩa là "tộc", "họ" hay "thế hệ", cho nên có thể đây chỉ là sự võ đoán hoặc liên hệ. 
| Stt | Cách gọi               | Hán Việt  | Hán Tự |
| --- | ---------------------- | --------- | ------ |
| 1   | Ông sơ/kị              | Cao Tổ    | 高祖   |
| 2   | Ông cố/cụ              | Tằng Tổ   | 曾祖   |
| 3   | Ông nội                | Tổ        | 祖     |
| 4   | Cha                    | Phụ/Mẫu   | 父/母  |
| 5   | Bản thân               | Kỷ/Thân   | 己/身  |
| 6   | Con trai               | Tử        | 子     |
| 7   | Cháu                   | Tôn       | 孫     |
| 8   | Cháu cố, con của cháu  | Tằng Tôn  | 曾孫   |
| 9   | Cháu sơ, cháu của cháu | Huyền Tôn | 玄孫   |

Nhiều người cho rằng cách lý giải này không hợp lý vì chủ lễ không thể thờ cúng, khấn vái các đời con cháu của mình. Một số ý kiến theo hướng Phật giáo giải thích rằng, sở dĩ như vậy là bởi có thể tổ tiên đời trước đầu thai thành con cháu đời sau. Việc thờ đời trước - bản thân - đời sau cũng thể hiện quan niệm về Quá Khứ - Hiện Tại - Tương Lai. Hiện tại chưa có nguồn văn bản khả tín nào cho cách lý giải này.

### Theo Đào Hữu Chủ
Trong bài viết "Cửu Huyền - Cửu Tộc" của Đào Hữu Chủ, "Cửu Huyền" bao gồm từ ông sơ của ông sơ đến bản thân mình; đủ chín đời gọi là "Cửu Huyền". Cách hiểu này cũng được đề cập trong Cao Đài từ điển.
Theo đó, "Cửu Huyền" bao gồm các đời sau:
| Stt | Cách gọi                | Hán Việt     | Hán Tự |
| --- | ----------------------- | ------------ | ------ |
| 1   | Ông (bà) sơ của ông sơ  | Cao Tổ Tổ    | 高祖祖 |
| 2   | Ông (bà) cố của ông sơ  | Cao Cao Tổ   | 高高祖 |
| 3   | Ông (bà) nội của ông sơ | Tằng Tằng Tổ | 曾曾祖 |
| 4   | Cha (mẹ) của ông sơ     | Tổ Tổ Tổ     | 祖祖祖 |
| 5   | Ông (bà) sơ/kị          | Cao Tổ       | 高祖   |
| 6   | Ông (bà) cố/cụ          | Tằng Tổ      | 曾祖   |
| 7   | Ông (bà) nội            | Tổ           | 祖     |
| 8   | Cha                     | Phụ          | 父     |
| 9   | Bản thân                | Kỷ/Thân      | 己/身  |